# Olavius fredi
Olavius fredi är en ringmaskart som beskrevs av Erséus 1997. Olavius fredi ingår i släktet Olavius och familjen glattmaskar. Inga underarter finns listade i Catalogue of Life.